# Zaid Abdul-Aziz
Zaid Abdul-Aziz geboren als Donald A. Smith (Brooklyn, 7 april 1946) is een Amerikaans voormalig basketbalspeler die speelde als power forward of center.

## Carrière
Abdul-Aziz speelde collegebasketbal voor de Iowa State Cyclones van 1965 tot 1968. Hij stelde zich in 1968 kandidaat voor de NBA draft en werd in de eerste ronde gekozen door de Cincinnati Royals. Hij speelde bij hen een half seizoen en werd dan geruild naar de Milwaukee Bucks voor Fred Hetzel en een geldsom. Na twee seizoenen werd hij geruild naar de Seattle SuperSonics voor Lucius Allen en Bob Boozer. Hij speelde ook twee seizoenen voor Seattle, nadien ging hij spelen voor de Houston Rockets. Na drie seizoenen bij de Rockets tekende hij als vrije speler bij Seattle SuperSonics. Tijdens zijn periode bij de Supersonics bekeerde hij zich ook tot de islam, waarna hij verder door het leven gaat als Zaid Abdul-Aziz.
Hij tekende in 1976 als vrije speler bij de Buffalo Braves waar hij een seizoen speelde. Hij vertrok er na een seizoen en tekende bij Boston Celtics, na een seizoen wertrok hij ook hier weer en tekende bij de Houston Rockets waar hij na een seizoen zijn carrière afsloot.

## Erelijst
- Nummer 35 teruggetrokken door de Iowa State Cyclones
- Iowa State Sports Hall of Fame: 1998[4]

## Statistieken

### Regulier seizoen
| Seizoen  | Team                | WG  | MPW  | 2P%  | FW%  | RPW  | APW | SPW | BPW | PPW  |
| -------- | ------------------- | --- | ---- | ---- | ---- | ---- | --- | --- | --- | ---- |
| 1968/69  | Cincinnati Royals   | 20  | 5,4  | 41,9 | 28,6 | 1,6  | 0,2 | –   | –   | 1,9  |
| 1968/69  | Milwaukee Bucks     | 29  | 28,9 | 36,3 | 64,2 | 13,0 | 1,1 | –   | –   | 11,0 |
| 1969/70  | Milwaukee Bucks     | 80  | 20,5 | 43,4 | 64,3 | 7,5  | 0,8 | –   | –   | 7,4  |
| 1970/71  | Seattle SuperSonics | 61  | 20,9 | 44,1 | 73,9 | 7,7  | 0,7 | –   | –   | 10,9 |
| 1971/72  | Seattle SuperSonics | 58  | 30,7 | 42,9 | 72,0 | 11,3 | 2,1 | –   | –   | 13,8 |
| 1972/73  | Houston Rockets     | 48  | 18,8 | 39,7 | 73,5 | 6,3  | 1,1 | –   | –   | 8,7  |
| 1973/74  | Houston Rockets     | 79  | 31,1 | 45,9 | 80,4 | 11,7 | 2,1 | 1,0 | 1,3 | 10,9 |
| 1974/75  | Houston Rockets     | 65  | 22,3 | 43,7 | 78,3 | 7,5  | 1,3 | 0,6 | 1,1 | 9,7  |
| 1975/76  | Seattle SuperSonics | 27  | 8,3  | 46,7 | 55,2 | 2,8  | 0,6 | 0,3 | 0,6 | 3,2  |
| 1976/77  | Buffalo Braves      | 22  | 8,9  | 33,8 | 76,7 | 4,1  | 0,3 | 0,1 | 0,4 | 3,8  |
| 1977/78  | Boston Celtics      | 2   | 12,0 | 23,1 | 66,7 | 7,5  | 1,5 | 0,5 | 0,5 | 4,0  |
| 1977/78  | Houston Rockets     | 14  | 9,6  | 42,6 | 75,0 | 2,5  | 0,5 | 0,1 | 0,1 | 3,9  |
| Carrière | Carrière            | 505 | 21,8 | 42,8 | 72,8 | 8,0  | 1,2 | 0,6 | 1,0 | 9,0  |

### Play-offs
| Seizoen  | Team            | WG | MPW  | 2P%  | FW%  | RPW | APW | PPW |
| -------- | --------------- | -- | ---- | ---- | ---- | --- | --- | --- |
| 1970     | Milwaukee Bucks | 7  | 11,7 | 57,9 | 80,0 | 3,7 | 0,6 | 4,3 |
| 1975     | Houston Rockets | 6  | 11,3 | 38,7 | 40,0 | 2,8 | 0,5 | 4,3 |
| 1976     | Houston Rockets | 5  | 12,0 | 70,0 | 72,7 | 4,2 | 0,4 | 7,2 |
| Carrière | Carrière        | 18 | 11,7 | 52,9 | 50,0 | 3,6 | 0,5 | 5,1 |